# Karel Kolský
Karel Kolský (Kročehlavy, 1914. szeptember 21. – Plzeň, 1984. február 17.) csehszlovák válogatott cseh labdarúgó, fedezet, edző.

## Pályafutása

### Klubcsapatban
Az SK Kročehlavy csapatában kezdte a labdarúgást. 1935-ben az SK Kladno első csapatában mutatkozott be. 1937 és 1948 között a Sparta Praha játékosa volt, ahol öt bajnoki címet nyert a csapattal. 1948 és 1951 között a Sparta Úpice együttesében szerepelt és itt fejezte be az aktív labdarúgást.

### A válogatottban
1937 és 1948 között 15 alkalommal szerepelt a csehszlovák válogatottban. Tagja volt az 1938-as franciaországi világbajnokságon részt vevő csapatnak, de pályára nem lépett a tornán.

### Edzőként
1951 és 1958 között a Dukla Praha vezetőedzője volt. Közben 1956-ban és 1958-ban a csehszlovák válogatott szövetségi kapitánya volt. Irányításával vett részt a válogatott az 1958-as svédországi világbajnokságon. 1959 és 1963 között a Sparta Praha szakmai munkáját irányította. 1963–64-ben a lengyel Wisła Kraków csapatánál tevékenykedett. 1965 és 1967 között a Zbrojovka Brno, 1967 és 1969 között a LIAZ Jablonec, 1969–70-ben a Škoda Plzeň vezetőedzője volt. 1970–71-ben egy idényre visszatért a Sparta Praha együtteséhez, majd a SONP Kladno csapatánál dolgozott. 1976 és 1978 között RH Cheb vezetőedzője volt.

## Sikerei, díjai

### Játékosként
Sparta Praha
- Csehszlovák bajnokság[2]
  - bajnok: 1937–38, 1938–39, 1943–44, 1945–46, 1947–48
- Csehszlovák kupa[2]
  - győztes: 1943, 1944, 1946

### Edzőként
Dukla Praha
- Csehszlovák bajnokság
  - bajnok: 1956, 1957–58